# Бакли, Джордж
Джордж Джон Бакли (англ. George John Buckley; 20 мая 1875, Лондон — 14 февраля 1955, Шанклин, Юго-Восточная Англия) — британский крикетист, чемпион летних Олимпийских игр 1900.
На Играх участвовал в единственном крикетном матче Великобритании против Франции, выиграв который, он получил золотую медаль. Всего он набрал 2 очка.